# Lední hokej na Zimních olympijských hrách 2010 – soupiska muži
Turnaje v ledním hokeji na Zimních olympijských hrách 2010 se celkem zúčastnilo 12 národních celků.

## Medailisté

### Soupiska kanadského týmu
- Trenéři Michael Babcock, Ken Hitchcock, Lindy Ruff

| Brankáři | Martin Brodeur      | New Jersey Devils     |
|          | Roberto Luongo      | Vancouver Canucks     |
|          | Marc-André Fleury   | Pittsburgh Penguins   |
| Obránci  | Scott Niedermayer C | Anaheim Ducks         |
|          | Chris Pronger A     | Philadelphia Flyers   |
|          | Dan Boyle           | San Jose Sharks       |
|          | Drew Doughty        | Los Angeles Kings     |
|          | Duncan Keith        | Chicago Blackhawks    |
|          | Brent Seabrook      | Chicago Blackhawks    |
|          | Shea Weber          | Nashville Predators   |
| Útočníci | Sidney Crosby A     | Pittsburgh Penguins   |
|          | Jarome Iginla A     | Calgary Flames        |
|          | Patrice Bergeron    | Boston Bruins         |
|          | Ryan Getzlaf        | Anaheim Ducks         |
|          | Dany Heatley        | San Jose Sharks       |
|          | Patrick Marleau     | San Jose Sharks       |
|          | Brenden Morrow      | Dallas Stars          |
|          | Rick Nash           | Columbus Blue Jackets |
|          | Mike Richards       | Philadelphia Flyers   |
|          | Corey Perry         | Anaheim Ducks         |
|          | Eric Staal          | Carolina Hurricanes   |
|          | Joe Thornton        | San Jose Sharks       |
|          | Jonathan Toews      | Chicago Blackhawks    |

### Soupiska amerického týmu
- Trenéři Ron Wilson, Scott Gordon, John Tortorella

| Brankáři | Ryan Miller           | Buffalo Sabres      |
|          | Jonathan Quick        | Los Angeles Kings   |
|          | Tim Thomas            | Boston Bruins       |
| Obránci  | Erik Johnson          | St. Louis Blues     |
|          | Jack Johnson          | Los Angeles Kings   |
|          | Mike Komisarek        | Toronto Maple Leafs |
|          | Paul Martin           | New Jersey Devils   |
|          | Brooks Orpik          | Pittsburgh Penguins |
|          | Brian Rafalski A      | Detroit Red Wings   |
|          | Ryan Suter A          | Nashville Predators |
| Útočníci | David Backes          | St. Louis Blues     |
|          | Dustin Brown A        | Los Angeles Kings   |
|          | Ryan Callahan         | New York Rangers    |
|          | Chris Drury           | New York Rangers    |
|          | Patrick Kane          | Chicago Blackhawks  |
|          | Ryan Kesler           | Vancouver Canucks   |
|          | Phil Kessel           | Toronto Maple Leafs |
|          | Jamie Langenbrunner C | New Jersey Devils   |
|          | Ryan Malone           | Tampa Bay Lightning |
|          | Zach Parise A         | New Jersey Devils   |
|          | Joe Pavelski          | San Jose Sharks     |
|          | Bobby Ryan            | Anaheim Ducks       |
|          | Paul Stastny          | Colorado Avalanche  |

### Soupiska finského týmu
- Trenéři Jukka Jalonen, Timo Lehkonen, Risto Dufva

| Brankáři | Niklas Bäckström  | Minnesota Wild      |
|          | Miikka Kiprusoff  | Calgary Flames      |
|          | Antero Niittymäki | Tampa Bay Lightning |
| Obránci  | Lasse Kukkonen    | Avangard Omsk       |
|          | Sami Lepistö      | Phoenix Coyotes     |
|          | Toni Lydman       | Buffalo Sabres      |
|          | Janne Niskala     | Frölunda HC         |
|          | Joni Pitkänen     | Carolina Hurricanes |
|          | Sami Salo         | Vancouver Canucks   |
|          | Kimmo Timonen A   | Philadelphia Flyers |
| Útočníci | Valtteri Filppula | Detroit Red Wings   |
|          | Niklas Hagman     | Toronto Maple Leafs |
|          | Jarkko Immonen    | Ak Bars Kazaň       |
|          | Olli Jokinen      | Calgary Flames      |
|          | Niko Kapanen      | Ak Bars Kazaň       |
|          | Mikko Koivu       | Minnesota Wild      |
|          | Saku Koivu C      | Anaheim Ducks       |
|          | Jere Lehtinen     | Dallas Stars        |
|          | Antti Miettinen   | Minnesota Wild      |
|          | Ville Peltonen    | HK Dinamo Minsk     |
|          | Jarkko Ruutu      | Ottawa Senators     |
|          | Tuomo Ruutu       | Carolina Hurricanes |
|          | Teemu Selänne A   | Anaheim Ducks       |

### Soupiska slovenského týmu
- Trenéři Ján Filc, Ľubomír Pokovič, František Hossa

| Brankáři | Jaroslav Halák     | Montreal Canadiens    |
|          | Peter Budaj        | Colorado Avalanche    |
|          | Rastislav Staňa    | Severstal Čerepovec   |
| Obránci  | Zdeno Chára –      | Boston Bruins         |
|          | Milan Jurčina      | Columbus Blue Jackets |
|          | Andrej Meszároš    | Tampa Bay Lightning   |
|          | Andrej Sekera      | Buffalo Sabres        |
|          | Ľubomír Višňovský  | Edmonton Oilers       |
|          | Ivan Baranka       | HK Spartak Moskva     |
|          | Martin Štrbák      | HK MVD Balašicha      |
| Útočníci | Marián Hossa A     | Chicago Blackhawks    |
|          | Tomáš Kopecký      | Chicago Blackhawks    |
|          | Branko Radivojevič | HK Spartak Moskva     |
|          | Martin Cibák       | HK Spartak Moskva     |
|          | Pavol Demitra A    | Vancouver Canucks     |
|          | Marián Gáborík A   | New York Rangers      |
|          | Michal Handzuš     | Los Angeles Kings     |
|          | Marcel Hossa       | Dinamo Riga           |
|          | Jozef Stümpel      | Barys Astana          |
|          | Richard Zedník     | Lokomotiv Jaroslavl   |
|          | Ľuboš Bartečko     | SC Bern               |
|          | Žigmund Pálffy     | HK Skalica            |
|          | Miroslav Šatan     | Boston Bruins         |

### Soupiska švédského týmu
- Trenéři Bengt-Ake Gustafsson, Mattias Norstrom, Tommy Albelin

| Brankáři | Jonas Gustavsson    | Toronto Maple Leafs   |
|          | Stefan Liv          | HV71                  |
|          | Henrik Lundqvist    | New York Rangers      |
| Obránci  | Tobias Enström      | Atlanta Thrashers     |
|          | Magnus Johansson    | Linköpings HC         |
|          | Niklas Kronwall     | Detroit Red Wings     |
|          | Nicklas Lidström C  | Detroit Red Wings     |
|          | Douglas Murray      | San Jose Sharks       |
|          | Johnny Oduya        | New Jersey Devils     |
|          | Henrik Tallinder    | Buffalo Sabres        |
|          | Mattias Öhlund      | Tampa Bay Lightning   |
| Útočníci | Daniel Alfredsson A | Ottawa Senators       |
|          | Nicklas Bäckström   | Washington Capitals   |
|          | Loui Eriksson       | Dallas Stars          |
|          | Peter Forsberg      | MODO                  |
|          | Tomas Holmström     | Detroit Red Wings     |
|          | Henrik Zetterberg A | Detroit Red Wings     |
|          | Patric Hörnqvist    | Nashville Predators   |
|          | Fredrik Modin       | Columbus Blue Jackets |
|          | Samuel Pahlsson     | Columbus Blue Jackets |
|          | Daniel Sedin        | Vancouver Canucks     |
|          | Henrik Sedin        | Vancouver Canucks     |
|          | Mattias Weinhandl   | HK Dynamo Moskva      |

### Soupiska ruského týmu
- Trenéři Vjačeslav Bykov, Igor Zacharkin

| Brankáři | Jevgenij Nabokov    | San Jose Sharks        |
|          | Ilja Bryzgalov      | Phoenix Coyotes        |
|          | Semjon Varlamov     | Washington Capitals    |
| Obránci  | Andrej Markov       | Montreal Canadiens     |
|          | Ilja Nikulin        | Ak Bars Kazaň          |
|          | Dmitrij Kalinin     | Salavat Julajev Ufa    |
|          | Konstantin Kornějev | CSKA Moskva            |
|          | Děnis Grebeškov     | Edmonton Oilers        |
|          | Fjodor Ťutin        | Columbus Blue Jackets  |
|          | Sergej Gončar       | Pittsburgh Penguins    |
|          | Anton Volčenkov     | Ottawa Senators        |
| Útočníci | Pavel Dacjuk        | Detroit Red Wings      |
|          | Jevgenij Malkin     | Pittsburgh Penguins    |
|          | Sergej Fjodorov     | Metallurg Magnitogorsk |
|          | Ilja Kovalčuk A     | Atlanta Thrashers      |
|          | Maxim Afinogenov    | Atlanta Thrashers      |
|          | Danis Zaripov       | Ak Bars Kazaň          |
|          | Alexandr Sjomin     | Washington Capitals    |
|          | Alexandr Ovečkin A  | Washington Capitals    |
|          | Sergej Zinovjev     | Salavat Julajev Ufa    |
|          | Alexandr Radulov    | Salavat Julajev Ufa    |
|          | Viktor Kozlov       | Salavat Julajev Ufa    |
|          | Alexej Morozov C    | Ak Bars Kazaň          |

### Soupiska českého týmu
- Trenéři Vladimír Růžička, Ondřej Weissmann, Josef Jandač

| Brankáři | Tomáš Vokoun      | Florida Panthers       |
|          | Ondřej Pavelec    | Atlanta Thrashers      |
|          | Jakub Štěpánek    | HC Vítkovice           |
| Obránci  | Miroslav Blaťák   | Salavat Julajev Ufa    |
|          | Tomáš Kaberle A   | Toronto Maple Leafs    |
|          | Jan Hejda         | Columbus Blue Jackets  |
|          | Pavel Kubina      | Atlanta Thrashers      |
|          | Zbyněk Michálek   | Phoenix Coyotes        |
|          | Filip Kuba        | Ottawa Senators        |
|          | Marek Židlický    | Minnesota Wild         |
|          | Roman Polák       | St. Louis Blues        |
| Útočníci | Tomáš Fleischmann | Washington Capitals    |
|          | Martin Havlát     | Minnesota Wild         |
|          | Petr Čajánek      | SKA Petrohrad          |
|          | Patrik Eliáš C    | New Jersey Devils      |
|          | Martin Erat       | Nashville Predators    |
|          | Roman Červenka    | HC Slavia Praha        |
|          | Milan Michálek    | Ottawa Senators        |
|          | Jaromír Jágr A    | Avangard Omsk          |
|          | Tomáš Plekanec    | Montreal Canadiens     |
|          | David Krejčí      | Boston Bruins          |
|          | Tomáš Rolinek     | Metallurg Magnitogorsk |
|          | Josef Vašíček     | Lokomotiv Jaroslavl    |

### Soupiska švýcarského týmu
- Trenéři Ralph Krueger, Jakob Kölliker, Peter Lee

| Brankáři | Martin Gerber         | Atlant Mytišči              |
|          | Jonas Hiller          | Anaheim Ducks               |
|          | Tobias Stephan        | Ženeva-Servette HC          |
| Obránci  | Goran Bezina          | Ženeva-Servette HC          |
|          | Raphael Diaz          | EV Zug                      |
|          | Roman Josi            | SC Bern                     |
|          | Mathias Seger A       | ZSC Lions                   |
|          | Severin Blindenbacher | Färjestad BK                |
|          | Luca Sbisa            | Lethbridge Hurricanes (WHL) |
|          | Mark Streit C         | New York Islanders          |
|          | Yannick Weber         | Hamilton Bulldogs (AHL)     |
| Útočníci | Hnat Domenichelli     | HC Lugano                   |
|          | Kevin Romy            | HC Lugano                   |
|          | Raffaele Sannitz      | HC Lugano                   |
|          | Martin Plüss          | SC Bern                     |
|          | Ivo Rüthemann         | SC Bern                     |
|          | Sandy Jeannin A       | Fribourg-Gottéron           |
|          | Julien Sprunger       | Fribourg-Gottéron           |
|          | Thomas Déruns         | Ženeva-Servette HC          |
|          | Thibaut Monnet        | ZSC Lions                   |
|          | Thierry Paterlini     | SC Rapperswil-Jona Lakers   |
|          | Roman Wick            | EHC Kloten                  |
|          | Andres Ambühl         | Hartford Wolf Pack (AHL)    |

### Soupiska běloruského týmu
- Trenéři Mikhail Zacharov, David Lewis

| Brankáři | Andrèj Mezin        | HK Dinamo Minsk             |
|          | Vitalij Koval       | HK Dinamo Minsk             |
|          | Maxim Maljutin      | Junosť Minsk                |
| Obránci  | Alexandr Makrickij  | HK Dinamo Minsk             |
|          | Alexandr Rjadinskij | HK Dinamo Minsk             |
|          | Viktor Kostjučenok  | Amur Chabarovsk             |
|          | Nikolaj Stasenko    | Amur Chabarovsk             |
|          | Ruslan Salej C      | Colorado Avalanche          |
|          | Sergej Kolosov      | Grand Rapids Griffins (AHL) |
|          | Vladimir Denisov    | HK Dinamo Minsk             |
|          | Andrej Karev        | Junosť Minsk                |
| Útočníci | Andrej Stas         | HK Dinamo Minsk             |
|          | Sergej Demagin      | HK Dinamo Minsk             |
|          | Andrej Michajlov    | HK Dinamo Minsk             |
|          | Alexandr Kulakov    | HK Dinamo Minsk             |
|          | Dmitrij Meleško     | Šachtar Salihorsk           |
|          | Sergej Zadělenov    | Šachtar Salihorsk           |
|          | Konstantin Zacharov | Junosť Minsk                |
|          | Alexej Ugarov       | HK MVD Balašicha            |
|          | Alexej Kaljužnij    | HK Dynamo Moskva            |
|          | Oleg Antoněnko A    | Avtomobilist Jekatěrinburg  |
|          | Konstantin Kolcov A | Salavat Julajev Ufa         |
|          | Sergej Kosticyn     | Montreal Canadiens          |

### Soupiska norského týmu
- Trenéři Roy Johansen, Knut Jørgen Stubdal, Sam Liebkind

| Brankáři | Pål Grotnes            | Stjernen Hockey     |
|          | André Lysenstøen       | Peliitat Heinola    |
|          | Ruben Smith            | Storhamar Hockey    |
| Obránci  | Alexander Bonsaksen    | MODO Hockey         |
|          | Jonas Holøs            | Färjestad BK        |
|          | Tommy Jakobsen C       | Lørenskog IK        |
|          | Juha Kaunismäki        | Stavanger Oilers    |
|          | Lars Erik Lund         | Vålerenga Ishockey  |
|          | Ole-Kristian Tollefsen | Philadelphia Flyers |
|          | Mats Trygg A           | Kölner Haie         |
| Útočníci | Jonas Solberg Andersen | Sparta Warriors     |
|          | Anders Bastiansen      | Färjestad BK        |
|          | Kristian Forsberg      | MODO Hockey         |
|          | Mads Hansen A          | Brynäs IF           |
|          | Marius Holtet          | Färjestad BK        |
|          | Lars-Erik Spets        | Vålerenga Ishockey  |
|          | Mathis Olimb           | Frölunda HC         |
|          | Martin Røymark         | Frölunda HC         |
|          | Per-Åge Skrøder        | MODO Hockey         |
|          | Patrick Thoresen       | Salavat Julajev Ufa |
|          | Tore Vikingstad        | Hannover Scorpions  |
|          | Martin Laumann Ylven   | Linköpings HC       |
|          | Mats Zuccarello Aasen  | MODO Hockey         |

### Soupiska německého týmu
- Trenéři Uwe Krupp, Ernst Höfner, Klaus Merk

| Brankáři | Dennis Endras       | Augsburger Panther  |
|          | Thomas Greiss       | San Jose Sharks     |
|          | Dimitri Pätzold     | ERC Ingolstadt      |
| Obránci  | Michael Bakos       | ERC Ingolstadt      |
|          | Sven Butenschön     | Adler Mannheim      |
|          | Jakub Ficenec       | ERC Ingolstadt      |
|          | Korbinian Holzer    | Düsseldorfer EG     |
|          | Christian Ehrhoff   | Vancouver Canucks   |
|          | Chris Schmidt       | Adler Mannheim      |
|          | Dennis Seidenberg A | Florida Panthers    |
|          | Alexander Sulzer    | Nashville Predators |
| Útočníci | Sven Felski A       | Eisbären Berlín     |
|          | Travis James Mulock | Eisbären Berlín     |
|          | André Rankel        | Eisbären Berlín     |
|          | John Tripp          | Hamburg Freezers    |
|          | Marcel Goc          | Nashville Predators |
|          | Jochen Hecht        | Buffalo Sabres      |
|          | Kai Hospelt         | Grizzlys Wolfsburg  |
|          | Thomas Greilinger   | ERC Ingolstadt      |
|          | Manuel Klinge       | Kassel Huskies      |
|          | Marcel Müller       | Kölner Haie         |
|          | Marco Sturm C       | Boston Bruins       |
|          | Michael Wolf        | Iserlohn Roosters   |

### Soupiska lotyšského týmu
- Trenéři Oļegs Znaroks, Harijs Vītoliņš

| Brankáři | Edgars Masaļskis      | Dinamo Riga          |
|          | Ervins Mustukovs      | Dinamo Riga          |
|          | Sergejs Naumovs       | Dinamo Riga          |
| Obránci  | Oskars Bartulis       | Philadelphia Flyers  |
|          | Guntis Galvinš        | Dinamo Riga          |
|          | Rodrigo Lavins        | Dinamo Riga          |
|          | Georgijs Pujacs       | HK Sibir Novosibirsk |
|          | Krisjanis Redlihs     | Dinamo Riga          |
|          | Arvids Rekis          | Grizzlys Wolfsburg   |
|          | Kārlis Skrastiņš C    | Dallas Stars         |
|          | Kristaps Sotnieks     | Dinamo Riga          |
| Útočníci | Girts Ankipans        | Dinamo Riga          |
|          | Armands Berzins       | Dinamo Riga          |
|          | Martins Cipulis       | Dinamo Riga          |
|          | Lauris Darzins        | Dinamo Riga          |
|          | Kaspars Daugavins     | Ottawa Senators      |
|          | Martins Karsums       | Tampa Bay Lightning  |
|          | Gints Meija           | Dinamo Riga          |
|          | Aleksandrs Niživijs A | Dinamo Riga          |
|          | Miķelis Rēdlihs       | Dinamo Riga          |
|          | Janis Sprukts         | Dinamo Riga          |
|          | Aleksejs Širokovs     | Amur Chabarovsk      |
|          | Herberts Vasiljevs A  | Krefeld Pinguine     |